# 子安神社 (河津町)
子安神社（こやすじんじゃ）は、静岡県賀茂郡河津町縄地（なわじ）にある神社。
式内社である奈疑知命神社（なきちのみことじんじゃ）に比定されている。

## 概要
河津町最南端・縄地（なわじ）地区の沿岸部、子安海岸の脇に鎮座している。

## 祭神
- 奈疑知命（なきちのみこと）